# Mikkel Hansen
Mikkel Hansen (Helsingør, 1987. október 22. –) olimpiai, világ- és Európa-bajnok dán válogatott kézilabdázó, balátlövő. 2011-ben, 2015-ben és 2018-ban a világ legjobb férfi kézilabdázójának választották.

## Pályafutása
Pályafutását szülővárosa csapatában a Helsingørban kezdte. Ezután a Virum-Sorgenfri HK-nak, majd 2005 és 2008 között a GOG Svendborg együttesének lett a tagja. 2007-ben dán bajnoki címet szerzett. 2008-ban a Barcelona igazolta le és két szezont játszott a katalánoknál. A Barcelonaval 2010-ben az EHF-bajnokok ligája döntőjébe jutott. 2010-től az AG København játékosa 2012-ig. Utolsó ott töltött évében bejutott a Bajnokok ligája Final Fourba, ahol harmadik helyen végzett csapatával, emellett ő lett a sorozat gólkirálya 98 találattal. A 2012-ben csődbe ment AG København-ból a PSG Handball csapatába került, amelyet abban az évben jelentősen megerősítettek, Hansennel együtt több meghatározó játékost is leigazoltak, többek között Didier Dinartot és Luc Abalót. A francia bajnoki győzelmek mellett azonban nemzetközi trófeát nem sikerült nyernie. Kétszer lett a Bajnokok Ligája gólkirálya, hatszor választották be az All-Star csapatba, ötször jutott el csapatával a Final Fourba, de egyszer sem sikerült győznie. 2021 februárjában nyilvánosságra hozták, hogy 2022 nyarán Dániába, az Aalborg Håndbold csapatához igazol.
2022 márciusában térdműtéten esett át, ami után tüdőembóliát kapott. A 2023 januárjában megnyert világbajnoki címe után bejelentették, hogy az utóbbi időben rá irányuló fokozott figyelem és stressz miatt szünetelteti pályafutását. Döntésében csapata is támogatta. Végül 2023 nyarán a felkészülési időszakban tért vissza csapatához.
A dán válogatottban 2007. június 5-én mutatkozhatott be. Részt vett a 2008-as pekingi és a 2012-es londoni olimpián. A 2016-os rioi olimpián aranyérmes lett. A 2021-re halasztott 2020-as tokiói olimpián 61 gólt szerezve gólkirály lett, és ezüstérmet szerzett. Öt világabajnoki döntőt játszhatott, 2011-ben és 2013-ban ezüstérmes lett, majd a 2019-es, a 2021-es és a 2021-es világbajnokságon pedig aranyérmes. A 2012-es Európa-bajnokságon aranyérmet szerzett a nemzeti csapat tagjaként, a 2014-es Dániában rendezett Európa-bajnokságon pedig ezüstérmet.
Utolsó világversenye a 2024-es párizsi olimpia volt, ahol megszerezte második olimpiai bajnoki címét. A döntő után befejezte kézilabda-pályafutását.

## Sikerei

### Válogatottban
- Olimpia:
  - 1. hely: 2016, 2024
  - 2. hely: 2020
- Világbajnokság: 
  - 1. hely: 2019, 2021, 2023
  - 2. hely: 2011, 2013
- Európa-bajnokság: 
  - 1. hely: 2012
  - 2. hely: 2014, 2024
  - 3. hely: 2022

### Klubcsapatban
- EHF-bajnokok ligája
  - 2. hely: 2010, 2017
- Dán bajnokság: 
  - 1. hely: 2007, 2011, 2012
- Liga ASOBAL: 
  - 2. hely: 2009, 2010
- Spanyol-kupa: 
  - 1. hely: 2010
- Spanyol-szuperkupa: 
  - 1. hely: 2009
- Francia bajnokság:
  - 1. hely: 2013, 2015, 2016, 2017, 2018, 2019, 2020, 2021, 2022
- Francia-kupa:
  - 1. hely: 2014, 2015, 2018, 2021, 2022